# ラッセル・ボイド
ラッセル・ボイド（Russell Boyd, 1944年4月21日 - ）はオーストラリア出身の撮影監督。

## 来歴
1970年代初頭からテレビ番組の撮影に携わるようになる。2003年の『マスター・アンド・コマンダー』でアカデミー撮影賞を受賞。

## 主な作品
- ピクニックatハンギング・ロック Picnic at Hanging Rock (1975)
- スカイ・ハイ  THE MAN FROM HONG KONG 直搗貴龍 (1975)
- チェーン・リアクション The Chain Reaction (1980)
- 誓い Gallipoli (1981)
- 危険な年 THE YEAR OF LIVING DANGEROUSLY (1982)
- テンダー・マーシー Tender Mercies (1983)
- 燃えつきるまでMRS. SOFFEL (1984)
- ソルジャー・ストーリー A Soldier's Story (1984)
- クロコダイル・ダンディー Crocodile Dundee (1986)
- クロコダイル・ダンディー2 Crocodile Dundee II (1988)
- ブルース・ウィリス/イン・カントリー In Country (1989)
- Mr.エンジェル/神様の賭け ALMOST AN ANGEL (1990)
- アンボンで何が裁かれたか Blood Oath (1990)
- 抱きしめたいから TURTLE BEACH (1991)
- フォーエヴァー・ヤング 時を超えた告白 Forever Young (1992)
- ハード・プレイ WHITE MEN CAN'T JUMP (1992)
- タイ・カップ Cobb (1995)
- ダンボドロップ大作戦 Operation Dumbo Drop (1995)
- ティン・カップ Tin Cup (1996)
- ライアー ライアー Liar Liar (1997)
- ドクター・ドリトル Doctor Dolittle (1998)
- アメリカン・アウトロー American Outlaws (2001)
- マスター・アンド・コマンダー Master and Commander: The Far Side of the World (2003)
- ゴーストライダー Ghost Rider (2007)
- ウェイバック -脱出6500km- The Way Back (2010)